# 梅爾希奧·特勒布

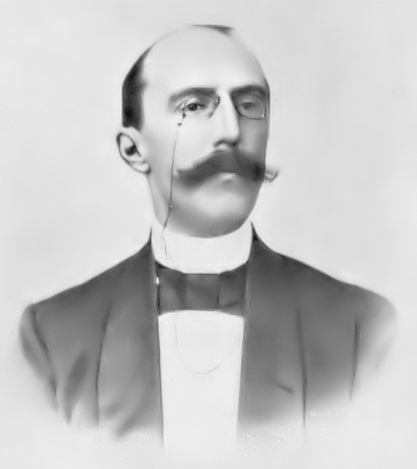
梅爾希奧‧特勒布

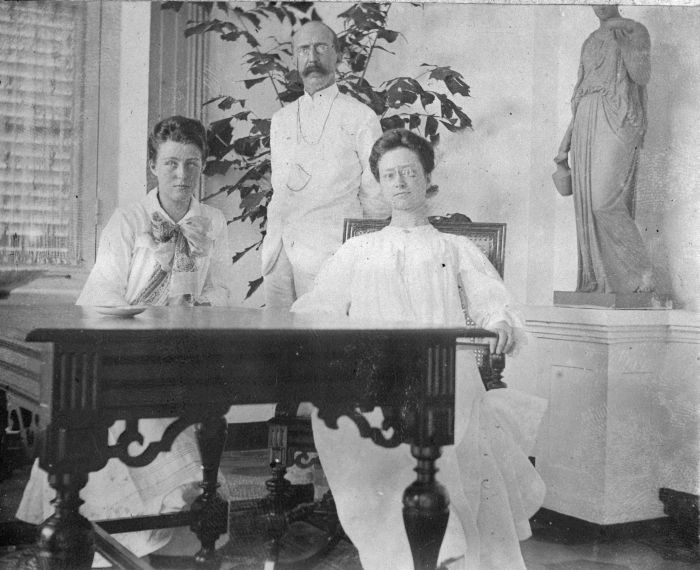
梅爾希奧‧特勒布與娜蒂和露易絲‧特勒布, 於1904年6月15日，拍攝於茂物植物園。

梅爾希奧‧特勒布（Melchior Treub，1851年12月26日－1910年10月3日）是一名荷蘭裔植物學家。他曾在位於巴達維亞南面，荷屬東印度尼西亞爪哇島上的茂物城裡的茂物植物園工作。他因研究熱帶植物而聞名，他還成立茂物農業研究所，在遊遍東南亞各地區時，收集了很多的植物。
他出生於福爾斯霍滕（英語：Voorschoten），1873年從萊頓大學（英語：University of Leiden）生物學系畢業。之後，他留在了大學裡擔任植物學助教。從1880年到1909年，他是荷屬東印度群島上的一名植物學家。
1879年，他被任命為荷蘭皇家科學院（KNAW） 成員。並於1880年被任命為物茂土地植物園的總監。特勒布在爪哇島上鑽研熱帶植物，同時組織植物園成為世界知名的植物學科學機構。在他的領導下，很多關於經濟作物病蟲害的疾病治療在此成功研發。
在1903年，他成立了戶外護理農業學院，也就是後來的茂物農業學院。1905年，他成為荷屬東印度群島 的農業部主任。1907年特勒布在科學研究上的傑出成就，獲得了林奈獎章。荷蘭的「促進荷蘭殖民地物理勘探協會」，也就是指特勒布工作的地方。
作為一名植物收藏家， 他走遍了印度及東南亞群島。他去過菲律賓、斯里蘭卡、新加坡和檳城。他對植物形態學和生理學研究頗深，發表了關於蛇菰科、桑寄生科，和石鬆科植物的形態學論文。他因創造「球莖」這個術語，來描述石松發芽初萌階段而得名。
1909年特勒布因健康惡化，離開了他工作近30年的茂物植物園，回到故鄉荷蘭。特勒布博士之後在法國的蔚藍海岸的聖拉菲爾小鎮定居安享晚年，直到1910年去世為止。
為了紀念特勒布的貢獻，地錢門的陶氏苔門屬以Treubiales來命名。